# Löwentanz
Der Löwentanz (chinesisch 獅子舞 / 狮子舞, Pinyin Shīziwǔ, Jyutping Si1zi2mou5, alternativ 舞狮 / 舞獅,  wǔshī, Jyutping mou5si1 – „Löwentanz vorführen, Löwentanzvorführung“) ist ein zeremonielles chinesisches Tanztheater, das von meistens zwei Personen unter einem „Löwenkleid“ mit perkussiver Musik (der chinesischen Fasstrommel Shigu) aufgeführt wird. Heute wird der Löwentanz traditionell jedes Jahr zum Neujahrsfest der Chinesen aufgeführt. Zudem dient er bei Einweihungen von wichtigen Gebäuden oder bedeutenden Ereignissen als Glück bringendes Ritual – zunehmend auch außerhalb Chinas.
Gelehrt wird der Löwentanz heute in eigenständigen Löwentanz-Schulen, aber auch in vielen Kung-Fu-Schulen des südlichen Kung-Fu-Stils. Daneben gibt es auch den Qilin- und Drachentanz.
Varianten des Tanzes finden sich in Japan, Korea, Tibet und Vietnam.

## Der Löwe
Der Löwe (oder das Löwenkleid) besteht meist aus einem Bambuskorpus, der den Kopf des Löwen bildet. Dieser ist dann mit einem festen und dehnbaren Stoff überzogen. Dieser Stoff verläuft dann noch weiter vom Kopf des Löwen nach hinten, wobei die Länge des „ganzen Löwen“ variieren kann, da es verschiedene Größen von Löwen gibt. Einige Löwen haben eine Gesamtlänge bis zu 6,40 Metern, andere hingegen nur 3,60 Meter.
Der Stoff, oder auch die „Haut des Löwen“, verbirgt die beiden Löwentänzer während des Tanzes, von denen nur die Beine sichtbar bleiben und als Beine des Löwen erscheinen. Der Stoff ist außerdem noch meist bunt gefärbt, was den Löwen prächtiger wirken lässt. Der Löwenkopf besitzt oben meist ein kleines „Horn“, was aus einer Legende der alten Chinesen über den Löwen stammt.
Im inneren Hohlraum des Löwenkopfes befinden sich zwei Fäden; diese haben eine wichtige Funktion beim Löwentanz. Beim Ziehen der Fäden schließt der vordere Löwentänzer die Augen des Löwen und gleichzeitig bewegen sich die Ohren des Löwen. Zudem kann der Löwentänzer eine kleine Klappe am unteren Ende des Kopfes bewegen, die das Maul des Löwen darstellt.

## Die Legende
Der südliche Löwe, auch bekannt als das „Jahresmonster“ (年獸 / 年兽,  Niánshòu), welcher auch ein Tier des Jahres im chinesischen Kalender ist, stammt aus einer alten Legende. Diese Legende beruft sich auf den damaligen Kaiser der Qing-Dynastie, Qianlong (Ch'ian Lung).
Eines Nachts hatte dieser einen merkwürdigen Traum. Er träumte von einem mythischen Wesen, aus dessen Kopfmitte ein Horn ragte und das ihm gegenüberstand. Der Kaiser fühlte sich beängstigt, die Kreatur jedoch schaute ihn lediglich an und war mit einem Funkeln in den Augen wieder verschwunden. Der Kaiser ließ sofort am nächsten Morgen seine Gelehrten und Diener rufen und begann mit der Untersuchung der Bedeutung des Traumes und des Wesens.
Seine Untergebenen kamen schließlich zu der Lösung, dass es sich bei dem Wesen um einen Löwen handeln könne und dass dieser dem Kaiser zu verstehen geben wollte, dass er dem Kaiser rangmäßig gleichgestellt sei. Fortan nannte der Kaiser diesen Löwen Ruishi (瑞獅 / 瑞狮,  ruìshī – „Glückslöwe“).
Einige Zeit später schufen die Bewohner der Stadt Lingnan in der Provinz Guangdong einen neuen Löwen, den sie jedoch Fushan Shi nannten. Um diesen Löwen nun mit Leben zu erfüllen, experimentierten verschiedene Kampfkunstvertreter mit verschiedenen Choreographien von Tanzschritten um diese Aufgabe zu erfüllen. So entstand nach einiger Zeit eine eigenständige Form des Tanzes, die noch heute als „Löwentanz“ bekannt ist.